# Odontacolus amoenus
Odontacolus amoenus är en stekelart som beskrevs av Kononova 1992. Odontacolus amoenus ingår i släktet Odontacolus och familjen Scelionidae. Inga underarter finns listade i Catalogue of Life.